# Europese kampioenschappen judo 2002
De Europese kampioenschappen judo 2002 waren de zestiende editie van de Europese kampioenschappen judo en werden gehouden in Maribor, Slovenië, van donderdag 16 mei en zondag 19 mei 2002. 

## Deelnemers

### Nederland
Nederland werd door dertien judoka's vertegenwoordigd in de Sloveense stad. Alleen in de klasse tot 48 kilogram (vrouwen) ontbrak een Nederlandse vertegenwoordigster. 
Mannen
– 60 kg — Ruben Houkes
– 66 kg — Bryan van Dijk
– 73 kg — Dennis Meijer
– 81 kg — Guillaume Elmont
– 90 kg — Mark Huizinga
–100kg — Elco van der Geest
+100kg — Dennis van der Geest
Vrouwen
–48 kg — Geen deelneemster
–52 kg — Natascha van Gurp
–57 kg — Deborah Gravenstijn
–63 kg — Daniëlle Vriezema
–70 kg — Edith Bosch
–78 kg — Claudia Zwiers
+78 kg — Françoise Harteveld

## Resultaten

### Mannen
| Gewichtsklasse | Goud                 | Zilver               | Brons                                   |
| -------------- | -------------------- | -------------------- | --------------------------------------- |
| – 60 kg        | Yacine Douma         | Elchin Ismaylov      | Nestor Khergiani Evgeni Stanev          |
| – 66 kg        | Miklós Ungvári       | Jozef Krnáč          | Islam Matsiev Musa Nastuyev             |
| – 73 kg        | Anatoly Laryukov     | David Kevkhishvili   | Giuseppe Maddaloni Vsevolods Zeļonijs   |
| – 81 kg        | Iraklı Uznadze       | Aleksei Budõlin      | Robert Krawczyk Roberto Meloni          |
| – 90 kg        | Valentyn Grekov      | Siarhei Kukharenka   | Mark Huizinga Zoerab Zviadauri          |
| – 100 kg       | Elco van der Geest   | Martin Padar         | Antal Kovács Ihor Makarov               |
| + 100 kg       | Tamerlan Tmenov      | Pedro Soares         | Dennis van der Geest Janusz Wojnarowicz |
| Open           | Dennis van der Geest | Aleksandr Mikhailine | Ruslan Sharapov Pedro Soares            |

### Vrouwen
| Gewichtsklasse | Goud                | Zilver               | Brons                                |
| -------------- | ------------------- | -------------------- | ------------------------------------ |
| – 48 kg        | Frédérique Jossinet | Tatiana Moskvina     | Giuseppina Macri Laura Moise         |
| – 52 kg        | Georgina Singleton  | Ana Carrascosa       | Alina Dumitru Petra Nareks           |
| – 57 kg        | Cinzia Cavazzuti    | Yvonne Bönisch       | Isabel Fernández Deborah Gravenstijn |
| – 63 kg        | Lucie Décosse       | Karen Roberts        | Gella Vandecaveye Claudia Heill      |
| – 70 kg        | Adriana Dadci       | Edith Bosch          | Amina Abdellatif Raša Sraka          |
| – 78 kg        | Céline Lebrun       | Lucia Morico         | Anastasiya Matrosova Claudia Zwiers  |
| + 78 kg        | Sandra Köppen       | Anne-Sophie Mondière | Barbara Andolina Françoise Harteveld |
| Open           | Katja Gerber        | Tea Donguzashvili    | Barbara Andolina Eva Bisseni         |

## Medaillespiegel
| Plaats | Land                | Goud | Zilver | Brons | Totaal |
| 1      | Frankrijk           | 4    | 1      | 2     | 7      |
| 2      | Nederland           | 2    | 1      | 5     | 8      |
| 3      | Duitsland           | 2    | 1      | 0     | 3      |
| 4      | Wit-Rusland         | 1    | 2      | 2     | 5      |
| 4      | Rusland             | 1    | 2      | 2     | 5      |
| 6      | Italië              | 1    | 1      | 5     | 7      |
| 7      | Verenigd Koninkrijk | 1    | 1      | 0     | 2      |
| 8      | Polen               | 1    | 0      | 2     | 3      |
| 8      | Oekraïne            | 1    | 0      | 2     | 3      |
| 10     | Hongarije           | 1    | 0      | 1     | 2      |
| 11     | Turkije             | 1    | 0      | 0     | 1      |
| 12     | Estland             | 0    | 2      | 0     | 2      |
| 13     | Georgië             | 0    | 1      | 2     | 3      |
| 14     | Portugal            | 0    | 1      | 1     | 2      |
| 14     | Spanje              | 0    | 1      | 1     | 2      |
| 16     | Azerbeidzjan        | 0    | 1      | 0     | 1      |
| 16     | Slowakije           | 0    | 1      | 0     | 1      |
| 17     | Roemenië            | 0    | 0      | 2     | 2      |
| 17     | Slovenië            | 0    | 0      | 2     | 2      |
| 19     | Oostenrijk          | 0    | 0      | 1     | 1      |
| 19     | België              | 0    | 0      | 1     | 1      |
| 19     | Letland             | 0    | 0      | 1     | 1      |
| Totaal | Totaal              | 16   | 16     | 32    | 64     |